# Mountainbike-Weltmeisterschaften 1996
Im Jahre 1996 wurden die 7. Mountainbike-Weltmeisterschaften offiziell unter der Flagge des Weltradsportverbandes UCI in Cairns in Australien ausgetragen.

## Cross Country

### Männer
| Platz | Land | Athlet              |
| ----- | ---- | ------------------- |
| 1     | SUI  | Thomas Frischknecht |
| 2     | NOR  | Rune Høydahl        |
| 3     | ITA  | Hubert Pallhuber    |

### Frauen
| Platz | Land | Athletin             |
| ----- | ---- | -------------------- |
| 1     | CAN  | Alison Sydor         |
| 2     | USA  | Ruthie Matthes       |
| 3     | ITA  | Maria Paola Turcutto |

## Downhill

### Männer
| Platz | Land | Athlet           |
| ----- | ---- | ---------------- |
| 1     | FRA  | Nicolas Vouilloz |
| 2     | USA  | Shaun Palmer     |
| 3     | NED  | Bas de Bever     |

### Frauen
| Platz | Land | Athletin               |
| ----- | ---- | ---------------------- |
| 1     | FRA  | Anne-Caroline Chausson |
| 2     | USA  | Leigh Donovan          |
| 3     | USA  | Missy Giove            |